# François Thuillier

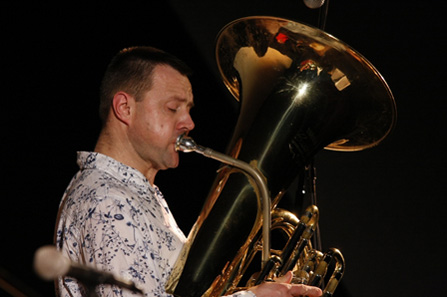
François Thuillier, in 2010

François Thuillier (1967) is een Franse tubaïst, saxhoornist en componist die jazz en geïmproviseerde muziek speelt, onder andere met symfonieorkesten.

## Discografie (selectie)
- Hommage, 1995
- Frantic Squirrel, Zuk Records, 2006